# Honggu
Honggu är ett stadsdistrikt i provinshuvudstaden Lanzhou i provinsen Gansu i nordvästra Kina.
Honggu är indelat i tre stadsdelsdistrikt och fyra köpingar..
Stadsdelsdistrikt (jiedao):

- Kuangqu (矿区街道)
- Xiayao (下窑街道)
- Yaojie (窑街街道)

Köpingar (zhen):

- Haishiwan (海石湾镇)
- Honggu (红古镇)
- Huazhuang (花庄镇)
- Ping'an (平安镇)